# Jan Kryštof z Clamu
Jan Kryštof II. z Clamu (německy Johann Christoph von Clam, 11. července 1702, Clam – 12. dubna 1778, Praha) byl český šlechtic, zakladatel spojení rodů Clamů a Gallasů.

## Životopis
Narodil se v roce 1702 na hradě Clam v Rakousku, který je dodnes v držení rodu. Jeho rodiči byli Jan Leopold z Clamu a jeho manželka Marie Františka ze Salburgu.
Jan Kryštof stál u vzniku nově spojeného rodu Clam-Gallasů. V roce 1757 zemřel Filip Josef z Gallasu, poslední člen rodu Gallasů, a severočeská panství Frýdlant, Liberec, Grabštejn a Lemberk, spolu s dalším majetkem zdědila jeho manželka Anna Marie rozená z Colonna-Felsu. Za její nástupce byli ustanoveni její synovci Kristián Filip a jeho mladší bratr Karel Leopold, synové Jana Kryštofa z Clamu a jeho manželky Markéty Aloisie z Colonnové z Felsu, sestry Anny Marie. 
Dědická smlouva zahrnovala podmínku, že ke rodovému jménu Clam bude připojeno jméno Gallas včetně poloviny erbu. Zchudlí Clamové této nabídky využili. Hlavní dědic, starší z bratrů Kristián Filip (Karel Leopold zdědil prozatím jen rodové jméno, dědicem gallasovského majetku se měl stát teprve v případě vymření bratrovy větve) však byl ještě nezletilý, takže Frýdlant a další statky spravoval jeho otec, Jan Kryštof. Ten získal roku 1757 český inkolát a Marie Terezie ho v roce 1759 s celou rodinou povýšila do hraběcího stavu, jako odměnu za vojenské zásluhy, kdy jako major bojoval ve válce s Turky (1736–1739) a jako plukovník ve Válce o dědictví rakouské (1740–1748). 
Spojení rodů Clamů a Gallasů pro oba bratry, nikoli ovšem pro jejich otce, Jana Kryštofa, pak Marie Terezie potvrdila v roce 1768.
Jan Kryštof z Clamu zemřel v Praze dne 12. dubna 1778.

## Příbuzenské vztahy
Modře jsou vyznačeni příslušníci rodu Gallasů, červeně Jan Kryštof z Clamu, zeleně jeho synové, sourozenci Clam-Gallasové.
|                                         |                                         | Kateřina Barbora z Martinic † 1667      | Kateřina Barbora z Martinic † 1667      | Kateřina Barbora z Martinic † 1667      | Kateřina Barbora z Martinic † 1667      | Kateřina Barbora z Martinic † 1667 | Kateřina Barbora z Martinic † 1667 |                                       |                                       | František Ferdinand z Gallasu 1635–1697 | František Ferdinand z Gallasu 1635–1697 | František Ferdinand z Gallasu 1635–1697     | František Ferdinand z Gallasu 1635–1697     | František Ferdinand z Gallasu 1635–1697     | František Ferdinand z Gallasu 1635–1697     |                                             |                                             |                                        |                                        |                                        |                                        | Johana Emerenciana z Gaschin-Rosenbergu † 1735 | Johana Emerenciana z Gaschin-Rosenbergu † 1735 | Johana Emerenciana z Gaschin-Rosenbergu † 1735 | Johana Emerenciana z Gaschin-Rosenbergu † 1735 | Johana Emerenciana z Gaschin-Rosenbergu † 1735 | Johana Emerenciana z Gaschin-Rosenbergu † 1735 |                                        |                                        |                                        |                                        |                                        |                                        |                                      |                                      |                                 |                                 |                                 |                                 |                                 |                                 |                                |                                |                                |                                |                                |                                |  |  |                                          |                                          |                                          |                                          |                                          |                                          |  |  |  |  |
|                                         |                                         | Kateřina Barbora z Martinic † 1667      | Kateřina Barbora z Martinic † 1667      | Kateřina Barbora z Martinic † 1667      | Kateřina Barbora z Martinic † 1667      | Kateřina Barbora z Martinic † 1667 | Kateřina Barbora z Martinic † 1667 |                                       |                                       | František Ferdinand z Gallasu 1635–1697 | František Ferdinand z Gallasu 1635–1697 | František Ferdinand z Gallasu 1635–1697     | František Ferdinand z Gallasu 1635–1697     | František Ferdinand z Gallasu 1635–1697     | František Ferdinand z Gallasu 1635–1697     |                                             |                                             |                                        |                                        |                                        |                                        | Johana Emerenciana z Gaschin-Rosenbergu † 1735 | Johana Emerenciana z Gaschin-Rosenbergu † 1735 | Johana Emerenciana z Gaschin-Rosenbergu † 1735 | Johana Emerenciana z Gaschin-Rosenbergu † 1735 | Johana Emerenciana z Gaschin-Rosenbergu † 1735 | Johana Emerenciana z Gaschin-Rosenbergu † 1735 |                                        |                                        |                                        |                                        |                                        |                                        |                                      |                                      |                                 |                                 |                                 |                                 |                                 |                                 |                                |                                |                                |                                |                                |                                |  |  |                                          |                                          |                                          |                                          |                                          |                                          |  |  |  |  |
|                                         |                                         |                                         |                                         |                                         |                                         |                                    |                                    |                                       |                                       |                                         |                                         |                                             |                                             |                                             |                                             |                                             |                                             |                                        |                                        |                                        |                                        |                                                |                                                |                                                |                                                |                                                |                                                |                                        |                                        |                                        |                                        |                                        |                                        |                                      |                                      |                                 |                                 |                                 |                                 |                                 |                                 |                                |                                |                                |                                |                                |                                |  |  |                                          |                                          |                                          |                                          |                                          |                                          |  |  |  |  |
|                                         |                                         |                                         |                                         |                                         |                                         |                                    |                                    |                                       |                                       |                                         |                                         |                                             |                                             |                                             |                                             |                                             |                                             |                                        |                                        |                                        |                                        |                                                |                                                |                                                |                                                |                                                |                                                |                                        |                                        |                                        |                                        |                                        |                                        |                                      |                                      |                                 |                                 |                                 |                                 |                                 |                                 |                                |                                |                                |                                |                                |                                |  |  |                                          |                                          |                                          |                                          |                                          |                                          |  |  |  |  |
|                                         |                                         | Rudolf z Gallasu 1678–1699              | Rudolf z Gallasu 1678–1699              | Rudolf z Gallasu 1678–1699              | Rudolf z Gallasu 1678–1699              | Rudolf z Gallasu 1678–1699         | Rudolf z Gallasu 1678–1699         |                                       |                                       | Johana Beatrix z Gallasu † 1716         | Johana Beatrix z Gallasu † 1716         | Johana Beatrix z Gallasu † 1716             | Johana Beatrix z Gallasu † 1716             | Johana Beatrix z Gallasu † 1716             | Johana Beatrix z Gallasu † 1716             |                                             |                                             |                                        |                                        |                                        |                                        | Karel Linhart Colonna z Felsu 1674–1716        | Karel Linhart Colonna z Felsu 1674–1716        | Karel Linhart Colonna z Felsu 1674–1716        | Karel Linhart Colonna z Felsu 1674–1716        | Karel Linhart Colonna z Felsu 1674–1716        | Karel Linhart Colonna z Felsu 1674–1716        |                                        |                                        | Marie Anna z Ditrichštejna 1681–1704   | Marie Anna z Ditrichštejna 1681–1704   | Marie Anna z Ditrichštejna 1681–1704   | Marie Anna z Ditrichštejna 1681–1704   | Marie Anna z Ditrichštejna 1681–1704 | Marie Anna z Ditrichštejna 1681–1704 |                                 |                                 |                                 |                                 |                                 |                                 | Jan Václav z Gallasu 1671–1719 | Jan Václav z Gallasu 1671–1719 | Jan Václav z Gallasu 1671–1719 | Jan Václav z Gallasu 1671–1719 | Jan Václav z Gallasu 1671–1719 | Jan Václav z Gallasu 1671–1719 |  |  | Marie Arnoštka z Ditrichštejna 1688–1745 | Marie Arnoštka z Ditrichštejna 1688–1745 | Marie Arnoštka z Ditrichštejna 1688–1745 | Marie Arnoštka z Ditrichštejna 1688–1745 | Marie Arnoštka z Ditrichštejna 1688–1745 | Marie Arnoštka z Ditrichštejna 1688–1745 |  |  |  |  |
|                                         |                                         | Rudolf z Gallasu 1678–1699              | Rudolf z Gallasu 1678–1699              | Rudolf z Gallasu 1678–1699              | Rudolf z Gallasu 1678–1699              | Rudolf z Gallasu 1678–1699         | Rudolf z Gallasu 1678–1699         |                                       |                                       | Johana Beatrix z Gallasu † 1716         | Johana Beatrix z Gallasu † 1716         | Johana Beatrix z Gallasu † 1716             | Johana Beatrix z Gallasu † 1716             | Johana Beatrix z Gallasu † 1716             | Johana Beatrix z Gallasu † 1716             |                                             |                                             |                                        |                                        |                                        |                                        | Karel Linhart Colonna z Felsu 1674–1716        | Karel Linhart Colonna z Felsu 1674–1716        | Karel Linhart Colonna z Felsu 1674–1716        | Karel Linhart Colonna z Felsu 1674–1716        | Karel Linhart Colonna z Felsu 1674–1716        | Karel Linhart Colonna z Felsu 1674–1716        |                                        |                                        | Marie Anna z Ditrichštejna 1681–1704   | Marie Anna z Ditrichštejna 1681–1704   | Marie Anna z Ditrichštejna 1681–1704   | Marie Anna z Ditrichštejna 1681–1704   | Marie Anna z Ditrichštejna 1681–1704 | Marie Anna z Ditrichštejna 1681–1704 |                                 |                                 |                                 |                                 |                                 |                                 | Jan Václav z Gallasu 1671–1719 | Jan Václav z Gallasu 1671–1719 | Jan Václav z Gallasu 1671–1719 | Jan Václav z Gallasu 1671–1719 | Jan Václav z Gallasu 1671–1719 | Jan Václav z Gallasu 1671–1719 |  |  | Marie Arnoštka z Ditrichštejna 1688–1745 | Marie Arnoštka z Ditrichštejna 1688–1745 | Marie Arnoštka z Ditrichštejna 1688–1745 | Marie Arnoštka z Ditrichštejna 1688–1745 | Marie Arnoštka z Ditrichštejna 1688–1745 | Marie Arnoštka z Ditrichštejna 1688–1745 |  |  |  |  |
|                                         |                                         |                                         |                                         |                                         |                                         |                                    |                                    |                                       |                                       |                                         |                                         |                                             |                                             |                                             |                                             |                                             |                                             |                                        |                                        |                                        |                                        |                                                |                                                |                                                |                                                |                                                |                                                |                                        |                                        |                                        |                                        |                                        |                                        |                                      |                                      |                                 |                                 |                                 |                                 |                                 |                                 |                                |                                |                                |                                |                                |                                |  |  |                                          |                                          |                                          |                                          |                                          |                                          |  |  |  |  |
|                                         |                                         |                                         |                                         |                                         |                                         |                                    |                                    |                                       |                                       |                                         |                                         |                                             |                                             |                                             |                                             |                                             |                                             |                                        |                                        |                                        |                                        |                                                |                                                |                                                |                                                |                                                |                                                |                                        |                                        |                                        |                                        |                                        |                                        |                                      |                                      |                                 |                                 |                                 |                                 |                                 |                                 |                                |                                |                                |                                |                                |                                |  |  |                                          |                                          |                                          |                                          |                                          |                                          |  |  |  |  |
| Jan Kryštof z Clamu 1702–1778           | Jan Kryštof z Clamu 1702–1778           | Jan Kryštof z Clamu 1702–1778           | Jan Kryštof z Clamu 1702–1778           | Jan Kryštof z Clamu 1702–1778           | Jan Kryštof z Clamu 1702–1778           |                                    |                                    |                                       |                                       |                                         |                                         | Markéta Aloisie Colonnová z Felsu 1714–1782 | Markéta Aloisie Colonnová z Felsu 1714–1782 | Markéta Aloisie Colonnová z Felsu 1714–1782 | Markéta Aloisie Colonnová z Felsu 1714–1782 | Markéta Aloisie Colonnová z Felsu 1714–1782 | Markéta Aloisie Colonnová z Felsu 1714–1782 |                                        |                                        |                                        |                                        |                                                |                                                |                                                |                                                |                                                |                                                | Marie Anna Colonnová z Felsu 1702–1759 | Marie Anna Colonnová z Felsu 1702–1759 | Marie Anna Colonnová z Felsu 1702–1759 | Marie Anna Colonnová z Felsu 1702–1759 | Marie Anna Colonnová z Felsu 1702–1759 | Marie Anna Colonnová z Felsu 1702–1759 |                                      |                                      | Filip Josef z Gallasu 1703–1757 | Filip Josef z Gallasu 1703–1757 | Filip Josef z Gallasu 1703–1757 | Filip Josef z Gallasu 1703–1757 | Filip Josef z Gallasu 1703–1757 | Filip Josef z Gallasu 1703–1757 |                                |                                |                                |                                |                                |                                |  |  |                                          |                                          |                                          |                                          |                                          |                                          |  |  |  |  |
| Jan Kryštof z Clamu 1702–1778           | Jan Kryštof z Clamu 1702–1778           | Jan Kryštof z Clamu 1702–1778           | Jan Kryštof z Clamu 1702–1778           | Jan Kryštof z Clamu 1702–1778           | Jan Kryštof z Clamu 1702–1778           |                                    |                                    |                                       |                                       |                                         |                                         | Markéta Aloisie Colonnová z Felsu 1714–1782 | Markéta Aloisie Colonnová z Felsu 1714–1782 | Markéta Aloisie Colonnová z Felsu 1714–1782 | Markéta Aloisie Colonnová z Felsu 1714–1782 | Markéta Aloisie Colonnová z Felsu 1714–1782 | Markéta Aloisie Colonnová z Felsu 1714–1782 |                                        |                                        |                                        |                                        |                                                |                                                |                                                |                                                |                                                |                                                | Marie Anna Colonnová z Felsu 1702–1759 | Marie Anna Colonnová z Felsu 1702–1759 | Marie Anna Colonnová z Felsu 1702–1759 | Marie Anna Colonnová z Felsu 1702–1759 | Marie Anna Colonnová z Felsu 1702–1759 | Marie Anna Colonnová z Felsu 1702–1759 |                                      |                                      | Filip Josef z Gallasu 1703–1757 | Filip Josef z Gallasu 1703–1757 | Filip Josef z Gallasu 1703–1757 | Filip Josef z Gallasu 1703–1757 | Filip Josef z Gallasu 1703–1757 | Filip Josef z Gallasu 1703–1757 |                                |                                |                                |                                |                                |                                |  |  |                                          |                                          |                                          |                                          |                                          |                                          |  |  |  |  |
|                                         |                                         |                                         |                                         |                                         |                                         |                                    |                                    |                                       |                                       |                                         |                                         |                                             |                                             |                                             |                                             |                                             |                                             |                                        |                                        |                                        |                                        |                                                |                                                |                                                |                                                |                                                |                                                |                                        |                                        |                                        |                                        |                                        |                                        |                                      |                                      |                                 |                                 |                                 |                                 |                                 |                                 |                                |                                |                                |                                |                                |                                |  |  |                                          |                                          |                                          |                                          |                                          |                                          |  |  |  |  |
|                                         |                                         |                                         |                                         |                                         |                                         |                                    |                                    |                                       |                                       |                                         |                                         |                                             |                                             |                                             |                                             |                                             |                                             |                                        |                                        |                                        |                                        |                                                |                                                |                                                |                                                |                                                |                                                |                                        |                                        |                                        |                                        |                                        |                                        |                                      |                                      |                                 |                                 |                                 |                                 |                                 |                                 |                                |                                |                                |                                |                                |                                |  |  |                                          |                                          |                                          |                                          |                                          |                                          |  |  |  |  |
| Kristián Filip z Clam-Gallasu 1748–1805 | Kristián Filip z Clam-Gallasu 1748–1805 | Kristián Filip z Clam-Gallasu 1748–1805 | Kristián Filip z Clam-Gallasu 1748–1805 | Kristián Filip z Clam-Gallasu 1748–1805 | Kristián Filip z Clam-Gallasu 1748–1805 |                                    |                                    | Karolína Josefína Sporcková 1752–1799 | Karolína Josefína Sporcková 1752–1799 | Karolína Josefína Sporcková 1752–1799   | Karolína Josefína Sporcková 1752–1799   | Karolína Josefína Sporcková 1752–1799       | Karolína Josefína Sporcková 1752–1799       |                                             |                                             |                                             |                                             | Karel Leopold z Clam-Gallasu 1755–1784 | Karel Leopold z Clam-Gallasu 1755–1784 | Karel Leopold z Clam-Gallasu 1755–1784 | Karel Leopold z Clam-Gallasu 1755–1784 | Karel Leopold z Clam-Gallasu 1755–1784         | Karel Leopold z Clam-Gallasu 1755–1784         |                                                |                                                | Antonie Skrbenská z Hříště 1757–1783           | Antonie Skrbenská z Hříště 1757–1783           | Antonie Skrbenská z Hříště 1757–1783   | Antonie Skrbenská z Hříště 1757–1783   | Antonie Skrbenská z Hříště 1757–1783   | Antonie Skrbenská z Hříště 1757–1783   |                                        |                                        |                                      |                                      |                                 |                                 |                                 |                                 |                                 |                                 |                                |                                |                                |                                |                                |                                |  |  |                                          |                                          |                                          |                                          |                                          |                                          |  |  |  |  |
| Kristián Filip z Clam-Gallasu 1748–1805 | Kristián Filip z Clam-Gallasu 1748–1805 | Kristián Filip z Clam-Gallasu 1748–1805 | Kristián Filip z Clam-Gallasu 1748–1805 | Kristián Filip z Clam-Gallasu 1748–1805 | Kristián Filip z Clam-Gallasu 1748–1805 |                                    |                                    | Karolína Josefína Sporcková 1752–1799 | Karolína Josefína Sporcková 1752–1799 | Karolína Josefína Sporcková 1752–1799   | Karolína Josefína Sporcková 1752–1799   | Karolína Josefína Sporcková 1752–1799       | Karolína Josefína Sporcková 1752–1799       |                                             |                                             |                                             |                                             | Karel Leopold z Clam-Gallasu 1755–1784 | Karel Leopold z Clam-Gallasu 1755–1784 | Karel Leopold z Clam-Gallasu 1755–1784 | Karel Leopold z Clam-Gallasu 1755–1784 | Karel Leopold z Clam-Gallasu 1755–1784         | Karel Leopold z Clam-Gallasu 1755–1784         |                                                |                                                | Antonie Skrbenská z Hříště 1757–1783           | Antonie Skrbenská z Hříště 1757–1783           | Antonie Skrbenská z Hříště 1757–1783   | Antonie Skrbenská z Hříště 1757–1783   | Antonie Skrbenská z Hříště 1757–1783   | Antonie Skrbenská z Hříště 1757–1783   |                                        |                                        |                                      |                                      |                                 |                                 |                                 |                                 |                                 |                                 |                                |                                |                                |                                |                                |                                |  |  |                                          |                                          |                                          |                                          |                                          |                                          |  |  |  |  |